# 赵文甫
赵文甫（1913年—1990年），原名赵文渊，曾名赵漪泉、赵炳文，男，河南新安人，中华人民共和国政治人物。

## 生平
毕业于河南省立辉县百泉乡村师范学校，此后担任历史教员，从事地下运动。1940年被逮捕，后经中共地下党营救释放，此后抵达豫皖苏抗日根据地，担任安徽涡阳县县委书记。1940年10月，升任中共皖北地委副书记、书记，并任涡阳抗日自卫团政委。1941年，兼任涡阳县县长、中共宿东地委委员。第二次国共内战期间，担任中共泗阳县委书记、中共中央中原局组织部干部处副处长、中共豫西区党委组织部长。
中华人民共和国成立后，任中共河南省委组织部部长。1955年，任河南省副省长兼省计委主任。文化大革命期间受批判。1977年，任河南省第四届政协副主席。次年改主席。1983年，当选河南省人大常委会主任。